# Hendrik Břetislav van Bohemen
Hendrik Břetislav III van Bohemen ( ? – Eger, 15 juni 1197) was bisschop van Praag en van 1193 tot 1197 hertog van Bohemen.

## Levensloop
De geboortedatum van Hendrik is onbekend. Zijn vader Hendrik was een jongere broer van koning Wladislaus II van Bohemen en zijn moeder was Margaretha, wier afkomst ook onbekend is. Nadat hij in Parijs had gestudeerd, keerde Hendrik terug naar Bohemen om in de geestelijke stand te gaan. Nadat hij tot priester was gewijd, werd hij benoemd tot proost van Vyšehrad. Daarna werd hij in maart 1182 verkozen tot bisschop van Praag en in mei van dat jaar werd hij in Mainz officieel benoemd.
In Bohemen was er in die tijd een conflict tussen de geestelijke en de wereldlijke macht over het beschikkingsrecht van de kerkelijke goederen. Om die reden diende Hendrik Břetislav in 1187 een klacht in bij keizer Frederik I Barbarossa tegen hertog Frederik van Bohemen. Daarop benoemde Frederik Barbarossa Hendrik tot rijksvorst en moest Hendrik voortaan enkel trouw zijn aan de Heilig Roomse keizer zelf. Ook kwam er een scheiding tussen de kerk en de Boheemse staat, zodat de hertog van Bohemen niets meer te zeggen had over de bisschoppelijke goederen. Nadat Hendrik Břetislav in 1197 was overleden, werden al deze beslissingen ongedaan gemaakt en werd de bisschop van Praag terug onder de hertog van Bohemen geplaatst.
In 1189 werd Koenraad II Otto hertog van Bohemen. Na diens overlijden in 1191 werd Wenceslaus II hertog van Bohemen, maar diens heerschappij duurde slechts drie maand. Vervolgens was Ottokar I van 1192 tot 1193 hertog van Bohemen. Keizer Hendrik VI besloot in 1193 echter om Ottokar af te zetten, waarna hij Hendrik Břetislav tot hertog van Bohemen benoemde. Hendrik Břetislav zou de laatste hertog van Bohemen zijn die tegelijkertijd kerkelijke goederen bezat. De gevluchte Ottokar I weigerde echter Hendrik Břetislav te erkennen als hertog van Bohemen en begon te strijden voor de Boheemse troon.
In 1194 viel Hendrik Břetislav samen met Boheemse troepen het markgraafschap Meißen aan, waar Ottokar zich bevond, en verwoestte het gebied. Als straf moest Hendrik hierdoor deelnemen aan de kruistocht die keizer Hendrik VI wilde uitvoeren. Toen deze kruistocht in 1197 uiteindelijk van start ging, kon Hendrik Břetislav wegens ziekte niet deelnemen aan de kruistocht. Hetzelfde jaar kwam voor het eerst sinds honderd jaar een pauselijk legaat in Bohemen. Deze legaat besloot dat Hendrik Břetislav als bisschop de belangen van de Boheemse kerk slecht vertegenwoordigde.
In 1197 werden zijn legers verslagen door Ottokar, waarna Ottokar Praag binnenviel. Hendrik Břetislav werd daarop afgezet en naar de stad Eger gebracht, waar hij  korte tijd later stierf. Hij werd begraven in de abdij van Doksany.
- Gemeinsame Normdatei: 1074926722
- Nationale Bibliotheek van Tsjechië: xx0164202
- Virtual International Authority File: 295360050